# Volta a Portugal de 2002
A 64ª edição da Volta a Portugal em Bicicleta decorreu entre os dias 2 e 15 de Agosto de 2002. Foram percorridos 1958,3 km.

## Equipas
Participaram 144 ciclistas de 16 equipas:
- Milaneza-MSS
- Porta da Ravessa-Zurich
- Team Coast
- Carvalhelhos-Boavista
- Barbot-Torrié Cafés
- Matesica-Abóboda
- iBanesto.com
- LA Aluminios-Pecol-Calbrita
- CCC-Polsat
- Pepolim & Irmãos-Ovarense
- Kelme-Costa Blanca
- Cantanhede-Marquês de Marialva
- Lampre-Daikin
- Paredes Rota dos Móveis-Antarte VIP
- BigMat-Auber 93
- ASC-Vila do Conde

## Etapas
| Detalhe   | Data         | Cidades da etapa                    | km              | Vencedor da etapa          | Líder da classificação geral |
| 1ª etapa  | 2 de Agosto  | Maia-Maia                           | 11,7 (CRE)      | iBanesto.com · Espanha     | Adolfo Garcia · Espanha      |
| 2ª etapa  | 3 de Agosto  | Fafe-Fafe                           | 172,9           | Angel Edo · Espanha        | Cândido Barbosa · Portugal   |
| 3ª etapa  | 4 de Agosto  | Vila Nova de Gaia-Vila Nova de Gaia | 169,2           | Cândido Barbosa · Portugal | Cândido Barbosa · Portugal   |
| 4ª etapa  | 5 de Agosto  | Penafiel-Favaios                    | 166,4           | Aitor Osa · Espanha        | Cândido Barbosa · Portugal   |
| 5ª etapa  | 6 de Agosto  | Alijó-Alto da Senhora da Graça      | 162,2           | Joan Horrach · Espanha     | Joan Horrach · Espanha       |
|           | 7 de Agosto  | Dia de descanso                     | Dia de descanso | Dia de descanso            | Dia de descanso              |
| 6ª etapa  | 8 de Agosto  | Mondim de Basto-Cantanhede          | 205,2           | Cândido Barbosa · Portugal | Joan Horrach · Espanha       |
| 7ª etapa  | 9 de Agosto  | Cantanhede-Alcobaça                 | 182,7           | David Muñoz · Espanha      | Joan Horrach · Espanha       |
| 8ª etapa  | 10 de Agosto | Gândara-Castelo Branco              | 181,1           | Alexis Rodriguez · Espanha | Joan Horrach · Espanha       |
| 9ª etapa  | 11 de Agosto | Belmonte-Torre                      | 181             | Claus Moller · Dinamarca   | Joan Horrach · Espanha       |
| 10ª etapa | 12 de Agosto | Covilhã-Portalegre                  | 160,5           | Daniel Petrov · Bulgária   | Joan Horrach · Espanha       |
| 11ª etapa | 13 de Agosto | Portalegre-Elvas                    | 174,1           | Joan Horrach · Espanha (1) | Joan Horrach · Espanha       |
| 12ª etapa | 14 de Agosto | Elvas-Beja                          | 167,4           | Ángel Edo · Espanha        | Joan Horrach · Espanha       |
| 13ª etapa | 15 de Agosto | Oeiras-Sintra                       | 23,9 (CRI)      | Claus Moller · Dinamarca   | Claus Moller · Dinamarca     |

(1)- Cândido Barbosa ganhou a etapa, mas foi desclassificado por sprint irregular

## Classificação Final
| Lugar | Nome                | Nacionalidade | Equipa                         | Tempo     |
| 01.   | Claus Moller        | Dinamarca     | Milaneza-Maia-MSS              | 47h51m33s |
| 02.   | Joan Horrach        | Espanha       | Milaneza-Maia-MSS              | a 5s      |
| 03.   | Rui Sousa           | Portugal      | Milaneza-Maia-MSS              | a 1m28s   |
| 04.   | Pedro Arreitunandia | Espanha       | Carvalhelhos-Boavista          | a 2m04s   |
| 05.   | David Bernabéu      | Espanha       | Carvalhelhos-Boavista          | a 3m13s   |
| 06.   | Andrei Zintchenko   | Rússia        | L.A. Alumínios-Pecol-Bombarral | a 4m10s   |
| 07.   | Félix Garcia Casas  | Espanha       | Bigmat.Auber 93                | a 4m57s   |
| 08.   | Adolfo Garcia       | Espanha       | iBanesto.com                   | a 4m57s   |
| 09.   | Nuno Ribeiro        | Portugal      | Barbot-Torrié-Gondomar         | a 5m38s   |
| 10.   | Bruno Castanheira   | Portugal      | L.A. Alumínios-Pecol-Bombarral | a 5m49s   |

## Outras classificações
Combatividad: Julian Fernandez - Ovarense Pepolim & Irmaos - Ovarense
Pontos (camisola verde): Angel Edo - Milaneza-Maia-MSS
Montanha (camisola azul): Gonçalo Amorim - Milaneza-Maia-MSS
Metas Volantes (camisola branca): Hélder Lopes - Porta da Ravessa-Tavira-Zürich
Geral Equipas: Milaneza-Maia-MSS